# Homalium henriquesii
Espèce
Statut de conservation UICN

 NT  : Quasi menacé
Homalium henriquesii (localement nommé quebra machado) est une espèce de plantes à fleurs de la famille des Salicaceae et du genre Homalium. C'est un arbre endémique de Sao Tomé-et-Principe.

## Étymologie
Son épithète spécifique henriquesii rend hommage à Julio Augusto Henriques, botaniste portugais, professeur à l'université de Coimbra et auteur de la première flore de Sao Tomé, Contribuição para o estudo da flora d'Africa: Flora de S. Thome (1886).